# Steiner Siefen
Der Steiner Siefen ist ein 0,5 km langer, orografisch rechter Zufluss der Dhünn, eines Nebenflusses der Wupper.

## Geographie

### Verlauf
Die Quelle des Steiner Siefens liegt auf einer Höhe von 150 m ü. NHN nördlich von Hahnenberg.
Der Steiner Siefen fließt im Südosten durch ein Waldgebiet, bis er nach 500 m bei Stein auf einer Höhe von 85 m ü. NHN von rechts durch Wiesengrund fließend in die Dhünn mündet. Er fließt an der Steiner Mühle vorbei, die er früher angetrieben hat.
Das Einzugsgebiet des Steiner Siefens liegt im Grenzgebiet der naturräumlichen Einheiten Burscheider Lößterrassen und der Bechener Hochfläche.

### Zuflüsse
Der Steiner Siefen hat keine Zuflüsse.

### Flusssystem Dhünn
- Liste der Fließgewässer im Flusssystem Dhünn